# 436 Patricia
436 Patricia là một tiểu hành tinh lớn ở vành đai chính. Nó được Max Wolf và A. Schwassmann phát hiện ngày 13.9.1898 ở Heidelberg. Không biết rõ nguồn gốc tên của nó.